# 小泉悠
小泉 悠（こいずみ ゆう、1982年6月2日 - ）は、日本の軍事評論家、軍事アナリスト。ロシアの軍事・安全保障政策を専門とする。ユーリィ・イズムィコの筆名でも知られる。
2023年（令和5年）現在、東京大学先端科学技術研究センター准教授を務める。千葉県松戸市出身。

## 経歴
父方の祖父は第二次世界大戦後、ソビエト連邦によるシベリア抑留から復員して千葉県柏市の下総航空基地で働く軍属となり、一家は通勤に便利な同県松戸市で暮らした。中学校の社会科教員だった父親と、児童書の挿絵画家だった母親のもとに生まれた。下総航空基地にP3C哨戒機が発着していたこともあって子供時代から軍事に興味を抱き、図書館で軍事関連書を読んだり、プラモデル屋に通って自衛隊員と交流したり、中学・高校の美術部でロケットの絵を描いたりしていた。軍艦や軍用機を「かっこいい」と感じるだけでなく、その運用や政治的意味に関心を持つようになったのは、江畑謙介の著作に影響を受けたためという。計画的に造られた無機質な建物という意味で団地が好きで見て回ることが多かったが、1999年、コソボ紛争に介入した北大西洋条約機構（NATO）軍により空爆されたユーゴスラビアの街のテレビ映像が近所の団地によく似ていたことに衝撃を受け、往年の社会主義圏への関心を深めた。反核・平和運動に熱心な両親とは考えが合わなかったが、日本の安全保障について意見が異なる人々をどう説得するかを考える際に、両親の顔が浮かぶという。
千葉県立松戸国際高等学校、早稲田大学社会科学部卒業後、2007年同大学大学院政治学研究科修了。ロシアの軍事を研究したいと思い進学先を選んだが、国際関係論に関わる国際秩序論や法哲学に興味は持てず、論文への評価も低く、大学に残っての研究者の道は諦めた。2007年に電気機器メーカーに就職して営業を担当したが、仕事のミスを連日叱責されて1年で退職した。無職になっても軍事雑誌への寄稿は続けており、この頃が「貧乏だったけれど一番楽しかった」と回想している。また、国立国会図書館でのコピー受付のアルバイトもしている。
論文に注目していた元駐ウズベキスタン日本大使の河東哲夫から電話が来てホテルで会食し、その推薦で2009年、外務省国際情報統括官組織専門分析員となった。ロシアの軍事に関する分析レポートが評価され自信を取り戻し、同年12月から2011年にかけてロシアに滞在し、ロシア側の研究者や政府・ロシア連邦軍関係者との人脈を築いた。この折、ロシアの大学で日本語を学んでいたロシア人のエレーナと知り合って後に結婚し、2010年には長女が生まれた。同年、ロシア科学アカデミー世界経済国際関係研究所客員研究員。
2011年に帰国し、公益財団法人未来工学研究所研究員や国立国会図書館調査員を兼務した。2019年、イスラム研究者である池内恵の誘いで東京大学先端科学技術研究センター特任助教に就き、2022年1月に同センター専任講師（グローバルセキュリティ・宗教分野）、2023年12月1日に同センターの准教授。

## 受賞
- 2019年 『「帝国」ロシアの地政学』（東京堂出版）でサントリー学芸賞受賞[9]
- 2022年 中曽根康弘賞優秀賞受賞[27]
- 2024年 第25回正論新風賞受賞[11]。

## 人物
- ロシアには思い入れがあり、妻もロシア人であるが、日本から見て「仮想敵国」としての興味であり、ロシアが大国である以上「やっていることに同意できなくても、その行動原理を理解することは重要」と考えて研究している[22]。ロシア語が堪能である[6][1]。
- 著書が書評で取り上げられた際に「軍事オタク」[4][6]と評されたが、サントリー学芸賞受賞時の選評では「視野の狭い単なる『軍事オタク』ではない」と評されている[9]。これは軍事だけでなくロシア論であることや柔らかい文体などが評価されたためで、蔵書には架空戦記作家の佐藤大輔のほか軍事以外の小説家の作品も多い（長野まゆみ、澁澤龍彦、吉田修一、村上春樹など）[21]。2022年に刊行した『ロシア点描 まちかどから見るプーチン帝国の素顔』では、ロシアの政治や対外政策を、ロシア人の国民性や日常生活と絡めて描いている[22]。
- インターネットでのハンドルネーム・ペンネームとしてユーリィ・イズムィコ名義も用いており[17]、この名義での著作もある。Twitterでも長らくこの名義を使っていたが、2022年ロシアのウクライナ侵攻以降は「丸の内OL(27)」「コスメ女子」など、アカウント名を度々変更している。変更の理由を問われた際には「酒飲んで酔っ払って書いているから、覚えてない（笑）」と答えている[28]。
- 自身がロシア軍事を専門に研究するようになった理由を「ロシアの兵器やロケットが格好よかったから」と説明している[29]。
- 研究のためマクサー・テクノロジーズの衛星画像サービスに個人で契約している[30]。
- 猫を飼っており（先住猫と小泉の娘が保護してきた子猫の計２匹）、その画像をSNS上に投稿するなど、愛猫家としての一面も持ち合わせる。小泉本人は飼い猫を「猫氏」と呼んでいる。

## 著作
- 『ロシア軍は生まれ変われるか』東洋書店〈ユーラシア・ブックレット〉、2011年。ISBN 978-4-86459-009-9。
- 『［図解］武器・兵器の秘密』PHP研究所、2014年。ISBN 978-4-569-82090-3。
- 『軍事大国ロシア 新たな世界戦略と行動原理』作品社、2016年。ISBN 978-4-86182-580-4。
- 『プーチンの国家戦略 岐路に立つ「強国」ロシア』東京堂出版、2016年。ISBN 978-4-490-20950-1。
- 『恐ロシア航空機列伝』パンダ・パブリッシング、2018年。ISBN 978-4909400772。 ユーリィ・イズムィコ名義
- 『「帝国」ロシアの地政学 「勢力圏」で読むユーラシア戦略』東京堂出版、2019年。ISBN 978-4-490-21013-2。
- 『現代ロシアの軍事戦略』筑摩書房〈ちくま新書〉、2021年5月。ISBN 978-4-480-07395-2。
- 『ロシア点描 まちかどから見るプーチン帝国の素顔』PHP研究所、2022年5月。ISBN 978-4569-85185-3。
- 『ウクライナ戦争の200日』文藝春秋〈文春新書〉、2022年9月。ISBN 978-4-16-661378-6。
- 『ウクライナ戦争』ちくま新書、2022年12月。ISBN 978-4-480-07528-4。
- 『終わらない戦争　ウクライナから見える世界の未来』文春新書、2023年9月。ISBN 978-4-16-661419-6。
- 『オホーツク核要塞　歴史と衛星画像で読み解くロシアの極東軍事戦略』朝日新聞出版〈朝日新書〉、2024年2月。ISBN 978-4-02-295253-0。
- 『情報分析力』祥伝社〈朝日新書〉、2024年11月。ISBN 978-4-396-61826-1。
- 『小泉悠が護憲派と語り合う安全保障』[31] かもがわ出版、2025年2月。ISBN 978-4-78-031363-5

### 共著
- 宮永忠将、石動竜仁共著『日本海軍用語事典』辰巳出版、2015年。ISBN 978-4-7778-1508-1。
- 渡部恒雄、近藤大介共著『大国の暴走 「米・中・露」三帝国はなぜ世界を脅かすのか』講談社、2017年。ISBN 978-4-06-220639-6。
- 高町紫亜、関賢太郎、JSF、CRS@VDV共著『イラストでまなぶ! 軍事大国ロシア』ホビージャパン、2017年。ISBN 978-4-7986-1541-7。
- 速水螺旋人、名城犬朗 (イラスト）『徹底抗戦都市モスクワ 戦い続ける街を行く!』ホビージャパン、2018年。ISBN 978-4-7986-1661-2。
- 桒原響子・小宮山功一朗共著『偽情報戦争　あなたの頭の中で起こる戦い』ウェッジ、2023年1月。ISBN 978-4-86-310259-0。
- 小宮山功一朗共著『サイバースペースの地政学』早川書房〈ハヤカワ新書〉、2024年6月。ISBN 978-4-15-340026-9。
- 山口亮共著『2030年の戦争』[32] 日経BP〈日経プレミアシリーズ〉、2025年1月。ISBN 978-4-29-611803-8。
- 高橋杉雄、太田啓之、マライ・メントライン共著『ゴジラvs.自衛隊　アニメの「戦争論」』[33] 文藝春秋〈文春新書 1480〉、2025年1月。ISBN 978-4-16-661480-6。

### 監修
- 小泉悠（監修）『僕らは戦争を知らない 世界中の不条理をなくすためにキミができること』Gakken、2024年。ISBN 978-4-05-501415-1。

### 翻訳
- ドミトリー・トレーニン 著、河東哲夫、湯浅剛、小泉悠 訳『ロシア新戦略――ユーラシアの大変動を読み解く』作品社、2012年。ISBN 978-4-86182-379-4。
- マーク・ガレオッティ著、小泉悠監訳・茂木作太郎訳『スペツナズ ロシア特殊部隊の全貌』並木書房、2017年
- マラート・ガビドゥリン著、小泉悠監訳・中市和孝訳『ワグネル　プーチンの秘密軍隊』東京堂出版、2023年

### 記事
- ジャパン・ミリタリー・レビュー発行の軍事情報専門誌『軍事研究』でほぼ毎月、国立国会図書館が刊行する『外国の立法』、潮書房光人新社『丸』等に不定期で記事を執筆している[34]。
- また、日本ビジネスプレス、WEDGE Infinity、Yahoo!ニュース 個人、ハーバービジネスオンライン等のインターネット上の媒体でも記事を執筆している。

### 論文
- 「ロシアの安全保障政策における戦術核兵器の位置づけと展望」『国際安全保障』第40巻第4号（国際安全保障学会、2013年3月）[34][35]

### その他
- 『空母いぶき GREAT GAME』7巻（かわぐちかいじ、小学館、ビッグコミックス、2022年5月） - 巻末コラム『空母いぶき「と」GREAT GAME』を執筆。

## メディア出演
ロシアによるクリミア侵攻やウクライナ侵攻、北朝鮮によるミサイル発射実験の際などに、解説者としてニュース番組に度々出演している。「多くの人が感情的になっている時には、ちょっとドライなくらいの方がいい」と考えて冷静な解説を心掛けているという。